# Halistemma cupulifera
Halistemma cupulifera is een hydroïdpoliep uit de familie Agalmatidae. De poliep komt uit het geslacht Halistemma. Halistemma cupulifera werd in 1908 voor het eerst wetenschappelijk beschreven door Lens & Van Riemsdijk. 